# Biserica „Sfânta Cuvioasă Paraschiva” din Moșeni
Biserica „Sf. Cuvioasă Paraschiva” este o biserică amplasată în Moșeni, raionul Rîșcani, Republica Moldova. Este un monument arhitectural de importanță națională inclus în Registrul monumentelor Republicii Moldova ocrotite de stat cu nr. 2173 (raionul Rîșcani). Datează din anii 1930.